# Adrian Manole
Adrian Manole (n. 6 iunie 1957) a fost un deputat român în legislatura 1990-1992, ales în județul Constanța pe listele partidului FSN. Adrian Manole a fost deputat în perioada 18 iunie 1990 - 27 septembrie 1990, când a demisionat și fost înlocuit de deputatul George Simatiuc. Adrian Manole a fost primar al municipuilui Constanța în perioada 1990 - 1991; deține funcția de președinte onorific al clubului  de sport Farul Constanța din 1990 și este membru în Parlamentul European, sesiunea 2009-2014. Vezi:http://www.eppgroup.eu/members/en/ShowMember.asp?pers_id=95016%5Bnefuncțională%5D